# Głogów védelme

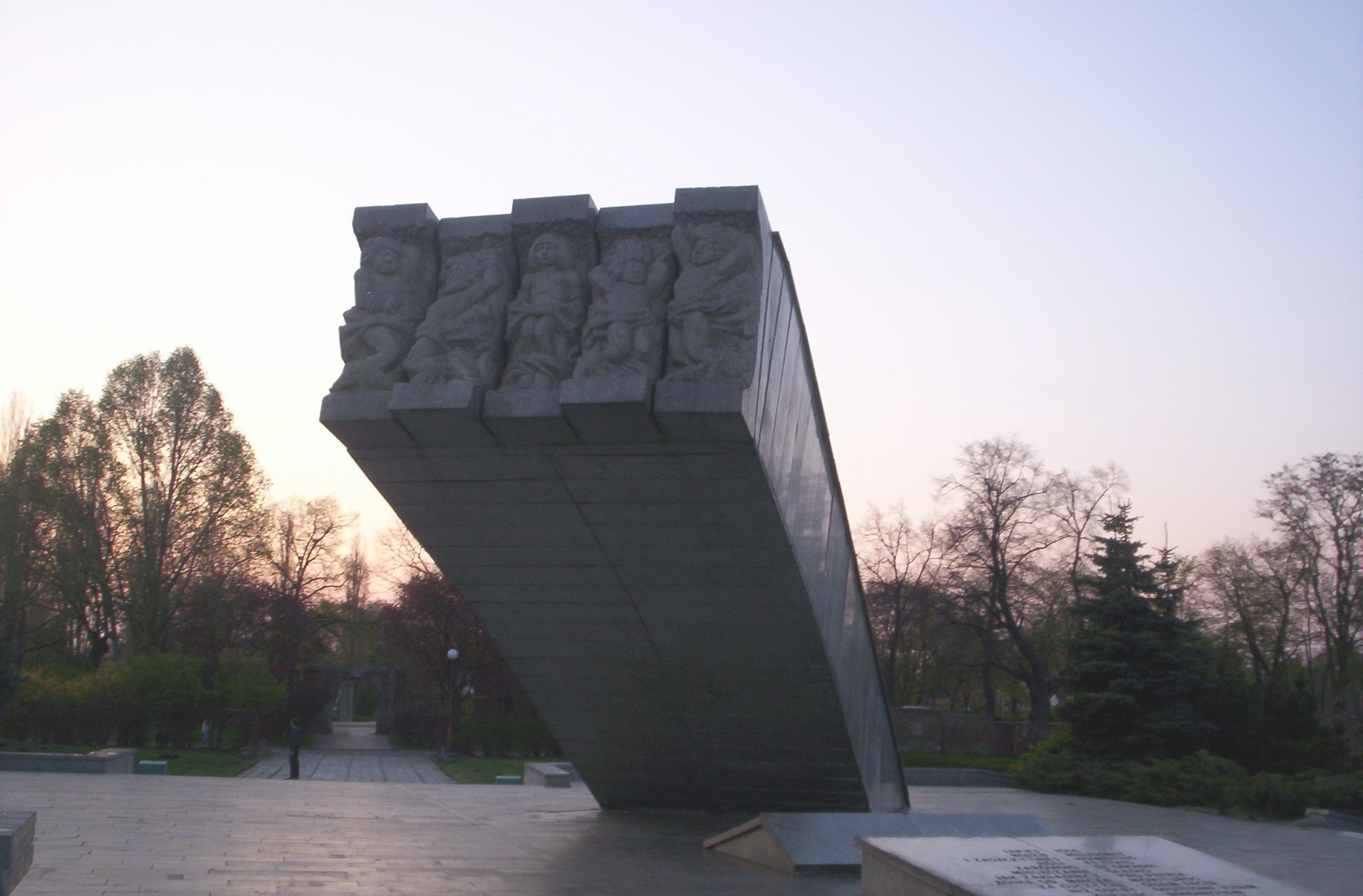
A głogówi gyermekek emlékműve

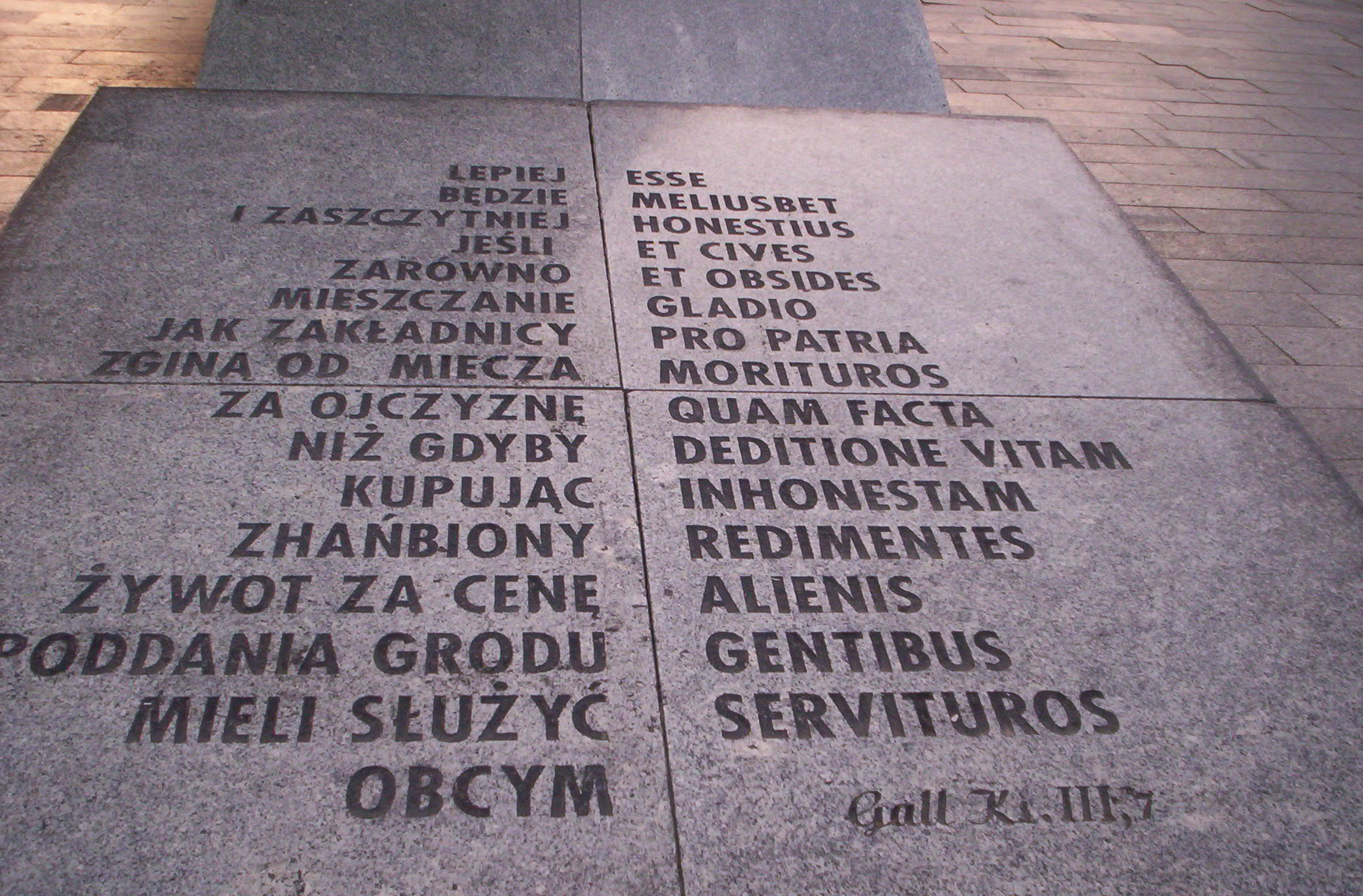
A głogówi gyermekek emlékműve

Głogów védelme egy csata volt Głogównál 1109-ben. V. Henrik német-római császár Zbigniew lengyel fejedelem szövetségeseként, amikor ellenségeskedés támadt a fejedelem és a lengyel király, Ferdeszájú Boleszláv között, a cseh hadsereggel együtt megtámadta Lengyelországot.
A háború Henrik és Boleszláv között 1109-ben kezdődött. Augusztusban a németek átlépték a lengyel határt és az Odera melletti Bytom felé nyomultak. Ferdeszájú Boleszláv, aki Pomerániában harcolt akkor, erőltetett menetben indult délre, de nem tudta felvenni a harcot nyílt ütközetben V. Henrik csapataival, mert egységei a német hadaknak csak töredékét tették ki és rosszabbul is voltak felszerelve.
A császár szeptember 24-én ért Głogów alá, átkelt az Oderán, megközelítette a várost és szétszórta az ott táborozó lengyel csapatokat. Nem kísérelte meg azonban megostromolni a várost, és ötnapos fegyverszünetet kötött, melynek folyamán a védőknek engedélyt kellett volna szerezni Ferdeszájú Boleszlávtól a város feladására. A fegyverszünet biztosítékaképpen a głogówiak a császárnak túszul adták saját fiaikat azzal a feltétellel, hogy „függetlenül attól, hogy a békét megkötik vagy sem, visszakapják túszaikat”. Boleszláv azonban nem egyezett bele a kapitulációba. Ekkor a császár, megszegve a megállapodás feltételeit, megparancsolta, hogy a túszokat kötözzék az ostromgépekhez, mivel meg volt győződve arról, hogy a védők nem merészelnek lőni saját gyermekeikre. Ismételt rohamokat intéztek a város ellen több napon keresztül. A császár nem bírta bevenni a várost és végül el kellett délre távoznia.
A lengyel fejedelem hősies cselekedetét a krónikás Gallus Anonymus így énekelte meg:
"Bolesławie, Bolesławie, ty przesławny książę panie,

Ziemi swojej umiesz bronić wprost niezmordowanie!

Taki książę słusznie rządy nad krajem sprawuje,

Który z garstką swych olbrzymie wojsko tak wojuje!

Cóż by było, gdybyś wszystkie swe siły zgromadził,

nigdy by ci cesarz w polu, bronią nie poradził!"
1979-ben felavatták a głogówi gyermekeknek Dymitr P. Vacev tervei szerint készült emlékművét.